# Heraclea Lincestis
Heraclea Lincestis, también Herakleia Lynkestis (en griego: Ἡράκλεια Λυγκηστίς o Ἡράκλεια Λύγκου/Herakleia Lakkou; en latín: Heracleia Lyncestis; en macedonio: Herakleja Linkestis) fue una ciudad de la antigua Grecia, situada en el noroeste del antiguo Reino de Macedonia, capital de la Alta Macedonia o Lincestis. Estaba a unos 60 km de Lychnidus y a menos de 100 de Édessa.
Fue fundada por Filipo II de Macedonia a mitad del siglo IV a. C., en Lincestis, en la que fue la región noroeste del antiguo reino de Macedonia. La ciudad fue llamada así en honor del héroe griego Heracles. El epíteto Lincestis significa «tierra del lince». La grafía Heraclea Lincestis es heredada de la época romana.
En la actualidad sus ruinas están dentro de las fronteras de Macedonia del Norte, a dos kilómetros del centro de la ciudad de Bitola.
Fue una importante ciudad estratégica durante el periodo helenístico al estar en el borde de la frontera de Macedonia con el Epiro, al oeste, y con territorios no griegos al norte. A mitad del siglo II a. C., los romanos conquistaron Macedonia y destruyeron su poder político. Dividieron Macedonia en 4 regiones y Heraclea formó parte de la cuarta región.
Las autoridades romanas construyeron la Vía Egnatia, la principal calzada romana de la zona, que atravesaba la península balcánica de este a oeste y que pasaba por Heraclea, donde era una parada importante. La prosperidad de la ciudad se mantuvo principalmente debido a esta vía. Los vestigios del periodo romano que se han descubierto son: monumentos votivos, un pórtico, termas, un anfiteatro y las murallas de la ciudad.
En los inicios de la época cristiana, Heraclea fue una importante sede episcopal. Algunos obispos son mencionados en los sínodos de Sérdica (la actual Sofía) y de otras ciudades cercanas. De esta época son los conjuntos de la Pequeña y la Gran Basílica. La Basílica Funeraria con una necrópolis está localizada al este del teatro.

## Teatro romano
El emperador romano Adriano construyó este teatro en el centro de la ciudad, sobre una colina, cuando varios edificios de la provincia romana de Macedonia estaban siendo restaurados. Se empezó a utilizar durante el reinado de Antonino Pío. En 1931 se descubrió una pequeña entrada para la fila 14 (de 20) del teatro, la prueba más reciente que probó la existencia del mismo, pues el edificio como tal no fue descubierto hasta 1968. Dentro del teatro había tres jaulas para animales y en el ala izquierda un túnel. El teatro dejó de usarse a finales del siglo IV, cuando se prohibieron las peleas de gladiadores en el Imperio romano, a causa de la expansión del cristianismo, la aparición del Imperio bizantino, y el abandono de todo lo que consideraba como rituales y formas de entretenimiento paganas.

## Antigüedad tardía y periodo bizantino

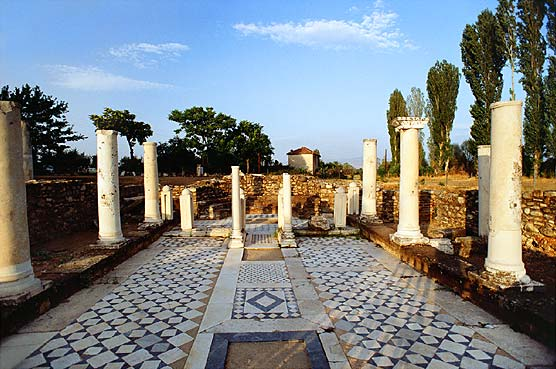
Ruinas en Heraclea

A principios del periodo bizantino (del siglo IV al VI), Heraclea era un importante centro episcopal. Algunos de sus obispos están incluidos en las actas de los Concilios de la Iglesia, como el obispo Evagrio de Heraclea en las Actas del Concilio de Sárdica desde el 343. Algunos de los restos de esta época son una basílica grande (la residencia del obispo) y otra pequeña, así como una basílica funeraria cerca de la necrópolis. Tres naves de la Gran Basílica están cubiertas de mosaicos con una rica iconografía floral y figurativa; estos mosaicos, que están bien conservados, son considerados como grandes ejemplos de lo que fue el inicio del arte cristiano. Se conocen a otros obispos de Heraclea que vivieron entre los siglos IV y VI, como el obispo Quintilino, mencionado en las Actas del Segundo Concilio de Éfeso, desde el 449. La ciudad fue saqueada por fuerzas visigodas, comandadas por Teodorico el Grande en el 472 y, a pesar de que el obispo de la ciudad le ofreció un gran regalo, fue saqueada de nuevo en el 479. Se reconstruyó durante el siglo V y principios del VI.

### Mosaicos de las basílicas

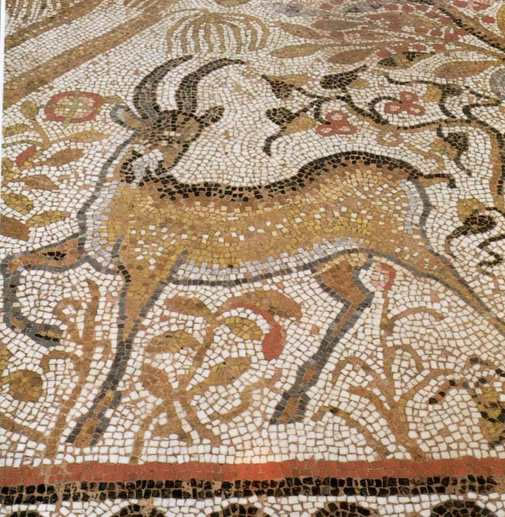
Uno de los mosaicos de la Basílica.

Una pequeña Basílica fue descubierta en las excavaciones efectuadas antes de la Segunda Guerra Mundial, entre 1936-1938. Al principio se pensó que era un palacete, pero en la investigación posterior de 1960-1964, quedó que era una basílica paleocristiana. Salió a la luz un pavimento de mosaico hecho con la técnica «opus sectile», tanto en la basílica como en varias estancias. La primera estancia fue usada para bautismos y la segunda disponía de dicho tipo de mosaico. Tras la creación del complejo de la Gran Basílica, la función de dichas estancias fue cambiada.
La Gran Basílica es un edificio monumental que contiene una estancia de pórticos con columnatas abiertos al exterior, una sala de egzonarteks, una de nártex, dos anexos que dan al norte, y una sala de tres anexos que dan al sur. Los suelos de estas salas están compuestos de mosaicos con diseños geométricos y florales. El mosaico del nártex forma parte de los inicios del arte bizantino, una gran composición de 100 metros. En él se representan pájaros, árboles, arbustos, un perro rojo que simboliza el paraíso, y bestias animales que dominan la tierra. Este mosaico data de finales del siglo VI. La Gran Basílica está construida encima de otra que se edificó en algún momento entre los siglos IV al VI.
La residencia episcopal se excavó entre los años 1970 y 1975. La parte occidental se descubrió primero y el lado sur estaba cerca de la muralla de la ciudad. Las habitaciones más lujosas estaban situadas en la parte más oriental. Las habitaciones segunda, tercera y cuarta tenían suelos de mosaico. Entre las habitaciones segunda y tercera había un vano que conducía a la entrada oriental de la residencia. Esta abertura se hizo entre los siglos IV y VI.

### Llegada de los eslavos
Fue devastada por los ostrogodos y los visigodos de Teodorico el Grande en el 472 y en el 479.A finales del siglo VI la ciudad sufrió ataques sucesivos por parte de tribus eslavas. 
Entre el siglo VI y el VII fue parcialmente reconstruida. Se edificaron varias casas en el lugar donde estaba el teatro abandonado. Los eslavos prefirieron Bitola para establecerse. También se asentaron en las regiones del norte de los montes Balcanes.